# Навротський Василь Всеволодович
Василь Всеволодович Навротський (12 лютого 1948, Миргород) — радянський і український оперний співак (бас), педагог. Народний артист України (2011), професор (2011). Лауреат Республіканського конкурсу вокалістів у Києві (1968) та Всесоюзного конкурсу вокалістів ім. М. і. Глінки у Вільнюсі (1971, 4-а премія), Всесоюзного огляду-конкурсу творчої молоді (сезони 1973—1974 і 1976—1977 років), Куйбишевської обласної премії імені Ленінського комсомолу (1977).

## Біографія
народився 12 лютого 1948 року в Миргороді. У 1972 році з відзнакою закінчив Одеську державну консерваторію імені А. В. Нежданової по класу професора Е. Н. Іванова, був запрошений в Куйбишевський (нині — Самарський) державний театр опери та балету, де виконав близько тридцяти партій. У 1979—1991 роках-соліст Дніпропетровського державного театру опери та балету
У 1979 і 1982 роках брав участь у всесоюзних фестивалях молодих оперних співаків у Мінську.
У 1985 році отримав звання Заслуженого артиста Української РСР.
У 1991 році запрошений на роботу в Одеську державну консерваторію імені А. В. Нежданової, в 1992—2002 роках — завідувач кафедри оперної підготовки, в 2002—2011 роках — доцент, з 2011 року — професор кафедри сольного співу.
У 1997—2000 роках працював у Штутгартському театрі опери та балету.
У 2011 році отримав звання Народного артиста України.
З квітня 2003 року по січень 2005 року — директор і художній керівник, а в 2011—2014 роках — художній керівник Одеського національного академічного театру опери та балету.

## Лiтература
- Навротський Василь Всеволодович|Н. Ф. Семененко
- Н. Ф. Семененко. Навротський Василь Всеволодович // Українська музична енциклопедія. — К. : Вид-во ІМФЕ, 2016. — Т. 4. — С. 13. — 552 с. — ISBN 978-966-02-8075-5.